# موسيقى كوبا
تشمل موسيقى كوبا، بما في ذلك الآلات والأداء والرقص، مجموعة كبيرة من التقاليد الفريدة والتي تأثرت في معظمها بالموسيقى الأفريقية والأوروبية (ولا سيما الإسبانية). بسبب الطبيعة التوفيقية لمعظم أنواعها، غالبًا ما تُعتبر الموسيقى الكوبية إحدى أثرى الموسيقى الإقليمية وأكثرها تأثيرًا في العالم. على سبيل المثال، يدمج نوع سون كوبانو غيتارًا إسبانيًا مُعدلًا (تريس)، ولحنًا، وتناغمًا، وتقاليد غنائية رفقة إيقاعات أفريقية كوبية. لم يبق شيء تقريبًا من التقاليد الأصلية، نظرًا إلى أن السكان الأصليين أُبيدوا في القرن السادس عشر.
منذ القرن التاسع عشر، ذاع صيت الموسيقى الكوبية وعمّ تأثيرها جدًا في جميع أرجاء العالم. لعلها كانت الشكل الأكثر شعبية للموسيقى الإقليمية منذ إدخال تقنية التسجيل. ساهمت الموسيقى الكوبية في تطوير مجموعة واسعة من الأنواع والأساليب الموسيقية حول العالم، وأبرزها في أمريكا اللاتينية والكاريبي وغرب أفريقيا وأوروبا. تتضمن الأمثلة الرومبا، والجاز الأفريقي الكوبي، والسالسا، والسوكوس، والكثير من إعادة التكييف غرب الأفريقي للموسيقية الأفريقية الكوبية (أوركسترا باوباب، وأفريكاندو)، وأنواع المزج الإسبانية (ولا سيما الفلامينكو)، ومجموعة متنوعة من الأنواع في أميركا اللاتينية.

## نظرة عامة
جاء عدد كبير من المهاجرين الأفارقة والأوروبيين المستعبدين، وبخاصة الإسبان، إلى كوبا وجلبوا أشكالهم الموسيقية الخاصة إلى الجزيرة. تضمنت الرقصات والموسيقى الفولكلورية الأوروبية الزاباتيو والفاندانغو والباسو دوبلي والريتامبيكو. لاحقًا، ظهرت أشكال أوروبية شمالية مثل المنويت والغافوت والمازوركا والكونترادانزا والفالس بين البيض المتمدنين. حدثت كذلك موجة هجرة للعمال الصينيين القادمين بموجب عقود لاحقًا في القرن التاسع عشر.
وصف فرناندو أورتيز، وهو أول فولكلوريّ كوبيّ بارز، الابتكارات الموسيقية في كوبا بأنها ناشئة عن («التبادل الثقافي») بين الأفارقة المستعبدين المستقرين في مزارع السكر الكبيرة والإسبان من مناطق مختلفة كالأندلس وجزر الكناري. صنع الأفارقة المستعبدون وذريتهم العديد من الآلات الإيقاعية وحافظوا على الإيقاعات التي تعلموها في موطنهم. كانت الطبول أهم الآلات، والتي كانت تنقسم إلى نحو خمسين نوعًا مختلفًا، ولا يُرى اليوم بانتظام إلا البونجو والكونغا والباتا (والتيمبلاس منحدرة من الطبول النقّارية في الفرق العسكرية الإسبانية). من الآلات المهمة أيضًا العصي الخشبية، وهما هراوتان قصيرتان من الخشب الصلب، والكاخون، وهو صندوق خشبي، صُنع في الأصل من السحاحير. ما تزال العصي مستخدمة اليوم، واستُخدمت الصناديق الخشبية (الكاخونات) على نطاق واسع في فترات حُظرت فيها الطبول. بالإضافة إلى ذلك، ثمة آلات إيقاعية أخرى مستخدمة في المراسم الدينية أفريقية الأصل. ساهم المهاجرون الصينيون بالكورنيتا تشاينا (البوق الصيني)، وهي آلة قصبية صينية ما تزال تُعزف في الكومبارسات، أو المجموعات الكرنفالية، في سانتياغو دي كوبا.
كان الغيتار المساهمة الآلاتيّة الكبرى للإسبان، لكن الأهم من ذلك كان تقليد التدوين الموسيقي الأوروبي وتقنيات التأليف الموسيقي. تقدم أرشيفات هيرناندو دو لا بارا بعضًا من أقدم المعلومات المتاحة لنا عن الموسيقى الكوبية. ذكر آلات تضمن الكلارينت والكمان والفيهويلا. كان الموسيقيون المحترفون قلة في ذلك الزمان، وما بقي من أغانيهم أقل. ما تيدورا واحدة من أقدمهم، ويُفترض أنها من أقرباء عبدة محررة هي تيودورا غينيه من سانتياغو دي كوبا، والتي اشتُهرت بمقطوعاتها. قيل إن القطعة مشابهة لأغان ورقصات إسبانية شعبية من القرون السادس عشر والسابع عشر والثامن عشر.
ترجع الجذور الأساسية للموسيقى الكوبية إلى إسبانيا وأفريقيا، لكنها تأثرت بمرور الوقت بأنواع مختلفة من بلدان مختلفة. ومن أهم هذه البلدان فرنسا (ومستعمراتها في الأمريكتين) وفي الولايات المتحدة.
كانت الموسيقى الكوبية شديدة التأثير في البلدان الأخرى. لم تساهم في تطوير الجاز والسالسا وحسب، بل في تطوير التانغو الأرجنتيني، والهاي لايف الغاني، والأفروبيت غرب الأفريقي، والباجاتا والميرينغي الدومينيكيين، والكومبيا الكولومبي، والفلامنكو الجديد الإسباني، وصولًا إلى الموسيقى العربية الكوبية (هانين واي سون كوبانو) التي طورها ميشال ألفتريادس في تسعينات القرن الماضي.
من المؤكد أن المعتقدات والممارسات الأفريقية أثرت على موسيقى كوبا. الإيقاع المتعدد جزء لا يتجزأ من الموسيقى الأفريقية، كما اللحن جزء من الموسيقى الأوروبية. وأيضًا، في التقليد الأفريقي، دائمًا ما ينضم الإيقاع إلى الأغاني والرقص، وبيئة اجتماعية مُعينة. ونتيجة لالتقاء الحضارتين الأوروبية والأفريقية، كان معظم الموسيقى الكوبية هجينًا. يجري التهجين للحياة الكوبية منذ زمن بعيد، وبحلول القرن العشرين، دُمجت عناصر من المعتقدات والموسيقى والرقص الأفريقي بالأشكال الفولكلورية والشعبية.

## في القرنين الثامن عشر والتاسع عشر
يمكن اعتبار الملحن الباروكي إستيبان سالاس إي كاسترو (1725- 1803)، الذي قضى معظم حياته يدرّس الموسيقى ويكتبها من أجل الكنيسة من بين الملحنين المبشّرين بالنوع «الجاد». تبعه في كاتدرائية سانتياغو دي كوبا القس خوان باريش (1759- 1845). كان باريش رجلًا مجتهدًا على نحو استثنائي ومؤلفًا مهمًا. إلى جانب الموسيقى الريفية والموسيقى الأفريقية الكوبية الفولكلورية، كان النمط الأكثر شعبية من موسيقى الرقص الهجينة هو الكونترادانزا، ما بدأ باعتباره شكلًا محليًا من الموسيقى الريفية الإنجليزية والكونترادانس الفرنسية والكونترادانزا الإسبانية. في حين أن الكثير من الكونترادانزا كانت مكتوبة للرقص، كُتب العديد منها منذ منتصف القرن بصفة قطع بيانو كلاسيكية خفيفة للصالونات. كان مانويل سوميل (1818- 1870) أول ملحن متميز في هذا الأسلوب، ويُشاد به أحيانًا باعتباره والد تطور الموسيقى الهجينة الكوبية. وفقًا لهيليو أوروفيو: «بعد أعمال سوميل الحالمة، لم يبق شيء نفعله إلا تطوير ابتكاراته، والتي أثرت جميعها تأثيرًا عميقًا على تاريخ الحركات الموسيقية الكوبية القومية».
بأيدي خليفته إغناثيو ثيربانتيس كافانا، حققت لغة البيانو المرتبطة بالكونترادانزا قدرًا أكبر من التطور. سمى آرون كوبلاند ثيربانتيس «بشوبان الكوبي» بسبب مقطوعات البيانو الشوبانية التي ألفها. تستند سمعة ثيربانتيس اليوم تقريبًا على الدانزاس كوباناس الحادية والأربعين الشهيرة وحدها تقريبًا، والتي قال عنها كاربنتييه: «تحتل في الموسيقى المكانة التي تحتلها الرقصات النرويجية التي ألفها جريج أو الرقصات السلافية التي ألفها دفورجاك في بلديهما على التوالي». نُسيت أوبرا ماليديتو التي لم يُنهِها ثيربانتيس قط.
في الأربعينيات، نشأت الهابانيرا باعتبارها أغنية صوتية بطيئة تستخدم إيقاع الكونترادانزا. (يُسمي بعض الكوبيين أحيانًا الكونترادانزا الكوبية «بالهابانيرا»). ذاع صيت الهابانيرا في إسبانيا وأماكن أخرى. كانت الكونترادانزا/ الدانزا الكوبية عامل تأثير مهم على الدانزا البورتوريكية، والتي تمتعت برحلتها الخاصة الديناميكية والمميزة التي استمرت حتى الثلاثينيات. في كوبا، أنجبت الكونترادانزا/ الدانزا في ثمانينيات القرن التاسع عشر موسيقى الدانزون، والتي حلت محل شعبيتها بفعالية.

## انظر ايضا
بونتو جواغيرو